# Stoliczkaia
Stoliczkaia – rodzaj głowonogów z wymarłej podgromady amonitów, z rzędu Ammonitida.
Żył na przełomie wczesnej i późnej kredy (alb – cenoman).